# 乌格齐哈什哈
乌格齐·哈什哈（又称布里牙特·乌格齐），14世纪末（中国明朝初期）蒙古汗国瓦剌部首领，對應《明史》所称的猛可帖木兒、《明实录》的猛哥帖木儿。出自克埒古特氏。
最初他统辖瓦剌各部（四卫拉特），巴图拉（即马哈木）为其属下。1399年，不满蒙古大汗额勒伯克封巴图拉为丞相，于是与其一同杀了大汗，蒙古人众大半降之，瓦剌称雄之始。15世纪初瓦剌拥立坤帖木儿为傀儡可汗。乌格齐·哈什哈死后，瓦剌为马哈木、太平（一说就是他的儿子，《黄史》称额色库）、把秃孛罗所控制。
卫拉特领导人乌格齐·哈什哈可与同时期明朝记载的“瓦剌王”猛哥帖木儿对应，根据《蒙古黄金史》《蒙古源流》等书记载，非黄金家族出身的卫拉特人乌格齐·哈什哈击杀了蒙古可汗，然而蒙古文史书均未记载其称汗。《蒙古源流》又称，乌格齐·哈什哈后来杀死巴图拉，在1410年死后，其子额色库即位，然而《黄史》并无额色库称汗之说，且与《明史》在猛可帖木儿死後由马哈木、太平、把秃孛罗三分領地有所不同。日本学者和田清认为他是《明史》所称“非元裔”的鬼力赤，但是「元裔」也可指忽必烈后代，与作为成吉思汗后代的「黄金家族」不同，鬼力赤（即乌鲁克特穆尔）是成吉思汗之子窝阔台的曾孙。